# 西経11度線
西経11度線（せいけい11どせん）は、本初子午線面から西へ11度の角度を成す経線である。北極点から北極海、大西洋、アフリカ、南極海、南極大陸を通過して南極点までを結ぶ。西経11度線は、東経169度線と共に大円を形成する。

## 通過する地域一覧
西経11度線は、北極点から南極点まで南に向かって以下の場所を通っている。
| 地理座標                                             | 国土・領土・領海 | 備考                                                                |
| ---------------------------------------------------- | ---------------- | ------------------------------------------------------------------- |
| 北緯90度0分 西経11度0分 / 北緯90.000度 西経11.000度  | 北極海           |                                                                     |
| 北緯82度15分 西経11度0分 / 北緯82.250度 西経11.000度 | 大西洋           | ノルドストルンディンゲン（英語版）（ グリーンランド）のすぐ東を通過 |
| 北緯28度47分 西経11度0分 / 北緯28.783度 西経11.000度 | モロッコ         |                                                                     |
| 北緯27度40分 西経11度0分 / 北緯27.667度 西経11.000度 | 西サハラ         | モロッコが領有権を主張                                              |
| 北緯26度0分 西経11度0分 / 北緯26.000度 西経11.000度  | モーリタニア     |                                                                     |
| 北緯15度14分 西経11度0分 / 北緯15.233度 西経11.000度 | マリ             |                                                                     |
| 北緯12度12分 西経11度0分 / 北緯12.200度 西経11.000度 | ギニア           |                                                                     |
| 北緯9度45分 西経11度0分 / 北緯9.750度 西経11.000度   | シエラレオネ     |                                                                     |
| 北緯7度27分 西経11度0分 / 北緯7.450度 西経11.000度   | リベリア         |                                                                     |
| 北緯6度33分 西経11度0分 / 北緯6.550度 西経11.000度   | 大西洋           |                                                                     |
| 南緯60度0分 西経11度0分 / 南緯60.000度 西経11.000度  | 南極海           |                                                                     |
| 南緯71度1分 西経11度0分 / 南緯71.017度 西経11.000度  | 南極大陸         | ドローニング・モード・ランド（ ノルウェーが領有権を主張）           |